# Episodi de I fantasmi di Bedlam (prima stagione)
La prima stagione della serie televisiva I fantasmi di Bedlam è stata trasmessa dal canale britannico Sky Living dal 7 febbraio al 14 marzo 2011.
In Italia è andata in onda su Fox dal 10 ottobre al 14 novembre 2011.
| nº | Titolo originale | Titolo italiano        | Prima TV UK      | Prima TV Italia  |
| -- | ---------------- | ---------------------- | ---------------- | ---------------- |
| 1  | Cohabitants      | Il dono di Jed         | 7 febbraio 2011  | 10 ottobre 2011  |
| 2  | Driven           | L’incidente            | 14 febbraio 2011 | 17 ottobre 2011  |
| 3  | Inmates          | Intrecci pericolosi    | 21 febbraio 2011 | 24 ottobre 2011  |
| 4  | Hide and Seek    | La vendetta            | 28 febbraio 2011 | 31 ottobre 2011  |
| 5  | Committed        | L'appartamento accanto | 7 marzo 2011     | 7 novembre 2011  |
| 6  | Burning Man      | L'ora della verità     | 14 marzo 2011    | 14 novembre 2011 |